# هلینسکو
هلینسکو (به چکی: Hlinsko) یک منطقهٔ مسکونی و شهرستان دارای شهرک سابقاً روستا در جمهوری چک است که در ناحیه خرودیم واقع شده‌است. هلینسکو ۹٬۹۱۶ نفر جمعیت دارد.